# Sauvetage aquatique
 (décembre 2018).
Si vous disposez d'ouvrages ou d'articles de référence ou si vous connaissez des sites web de qualité traitant du thème abordé ici, merci de compléter l'article en donnant les références utiles à sa vérifiabilité et en les liant à la section « Notes et références ».

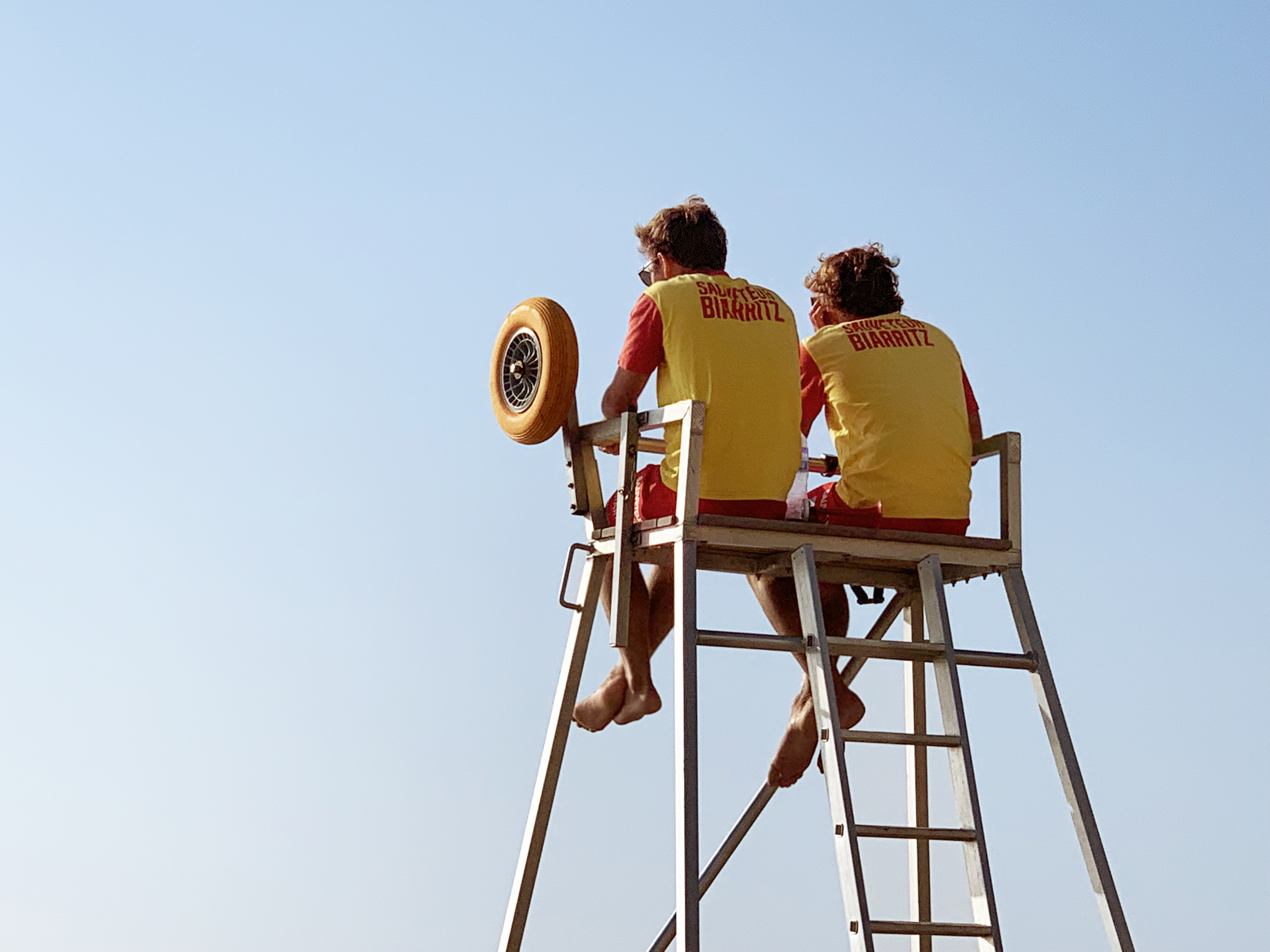
Sauveteurs sur la plage de la Côte des Basques à Biarritz.

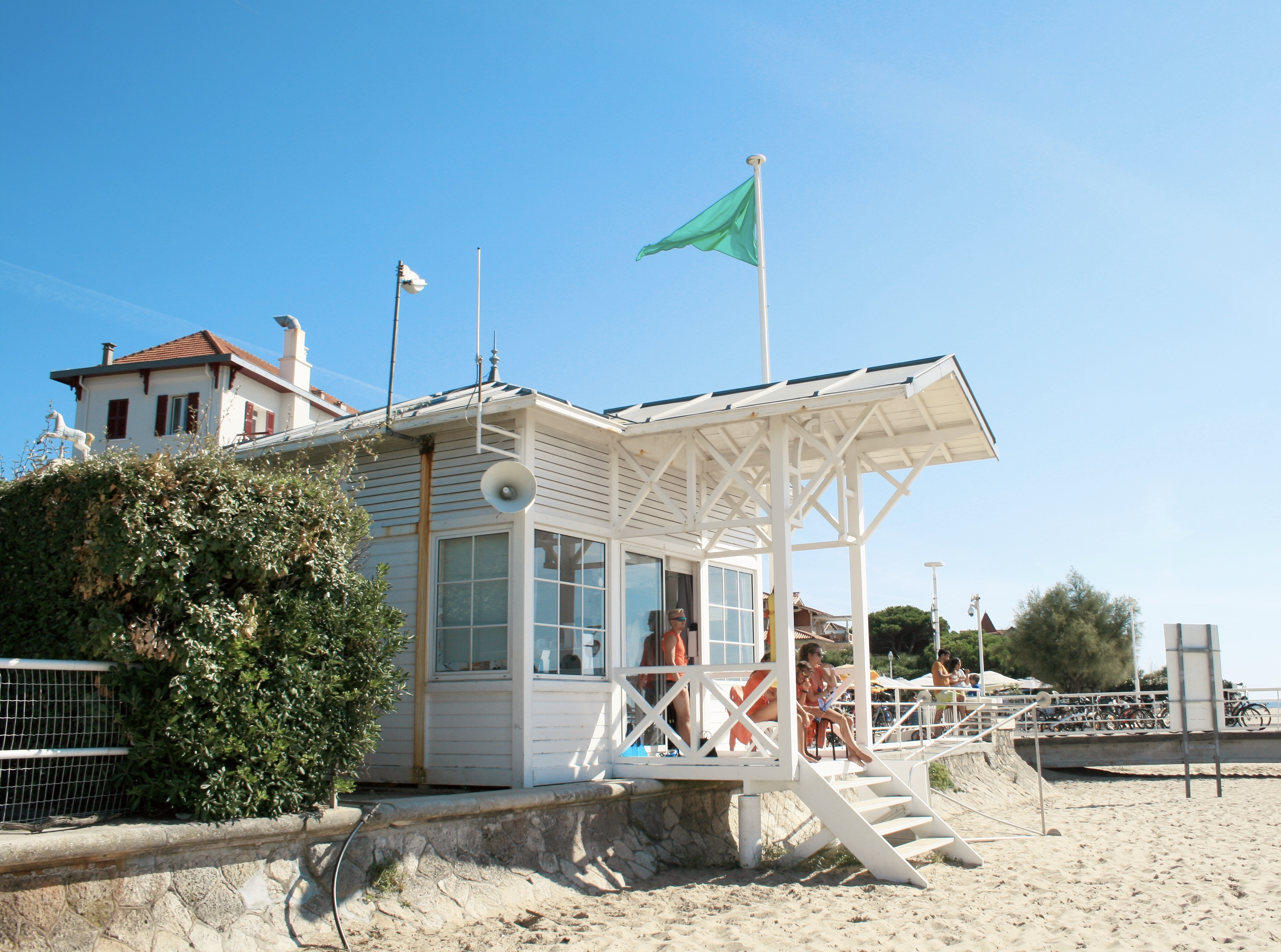
Le poste de secours de la plage du Moulleau à Arcachon.

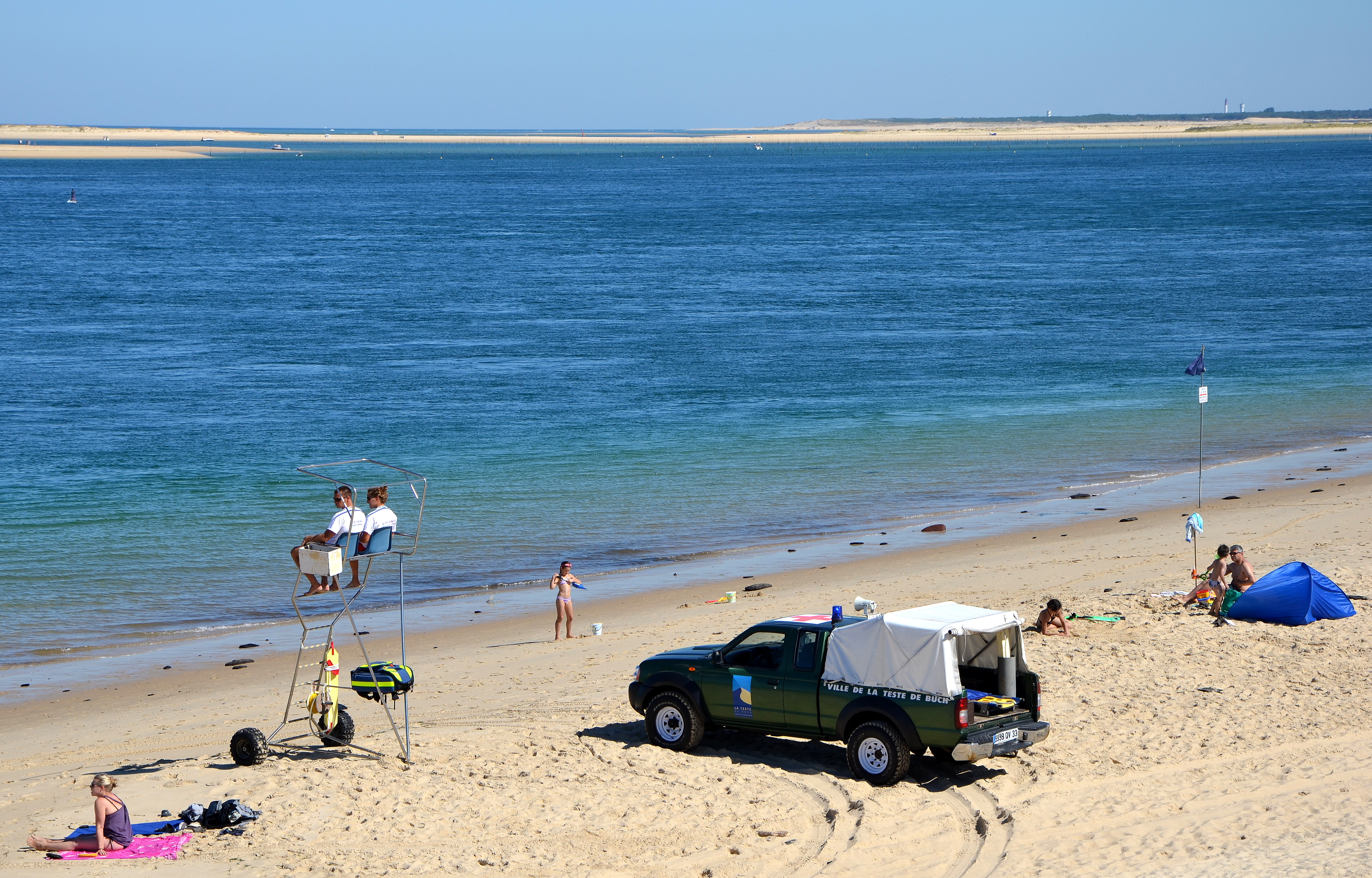
Poste de surveillance de baignade sur la côte de l'Océan Atlantique à La Teste de Buch (France).

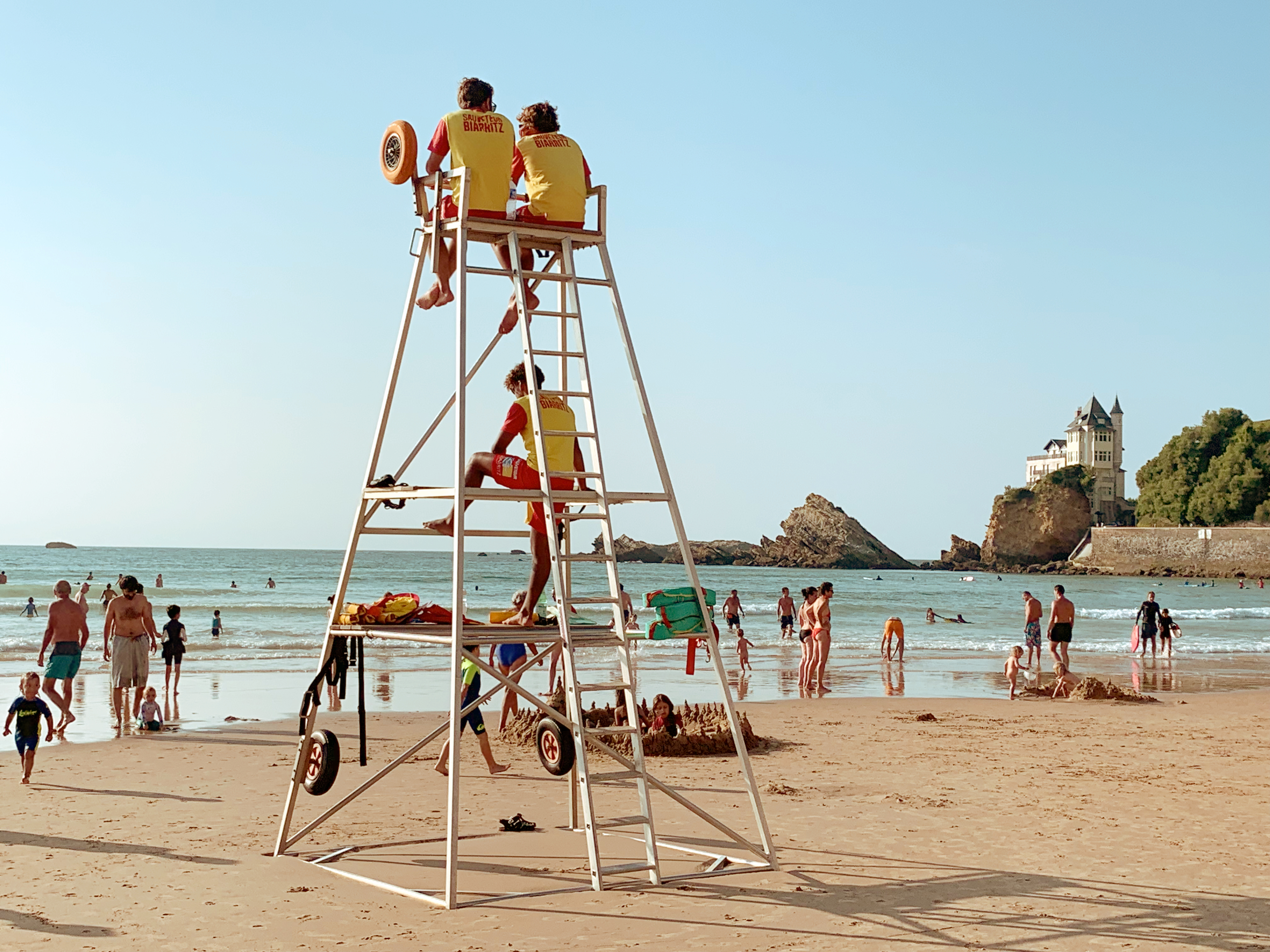
Sauveteurs surveillant les baigneurs, perchés au-dessus de la plage de la Côte des Basques à Biarritz.

Le sauvetage aquatique est un ensemble de savoirs et de techniques destinés à éviter les noyades.
L'eau, si elle est un élément porteur de vie (eau potable, irrigation, pêche) et un lieu de loisirs et de détente, est également un environnement dangereux où peuvent arriver de nombreux accidents, telles que les noyades, hypothermies et hydrocutions.

## Sécurité aquatique
La sécurité aquatique est un ensemble de mesures pour prévenir l'accident. Il s'agit essentiellement
- pour la baignade de loisir : de mesures de surveillance de baignade, de balisage des zones réservées aux nageurs et des zones surveillée, et de sensibilisation et d'information des baigneurs et des propriétaires de piscines sur les risques ;
- pour les marins plaisanciers et professionnels : de formation, d'obligation de matériel et de mise en place de services publics de surveillance et d'intervention (comme les Cross).

## Sauvetage aquatique
Le sauvetage aquatique concerne les mesures à prendre en cas d'accident. Il s'agit de mesures pour extraire l'accidenté de l'eau et d'effectuer par la suite dès que possible les gestes de premiers secours. Autrement dit le sauvetage consiste à chercher la victime, car le secourisme nécessite de pouvoir y accéder.
Si la victime est inconsciente et en Arrêt cardiorespiratoire (ACR), une ventilation artificielle, de type bouche-à-bouche ou bouche-à-nez doit être débutée. Cependant en période Covid19, les recommandations française de secourisme évoluent et il est alors indiqué de « Ne pas tenter de lui ouvrir la bouche [...] sans s'approcher de la bouche de la victime [...] débuter immédiatement les compressions thoraciques ».

### Prises de dégagement
Lorsqu'une personne se noie, elle panique et tente de s'accrocher au sauveteur. Celui-ci doit rester libre de ses mouvements pour ne pas être entraîné au fond (2e noyé) et pour pouvoir aider la victime.
Il faut donc connaître des prises de dégagement, sorte de « défense personnelle » appliquée au contexte aquatique.
Un principe de base consiste à ne jamais perdre le contact avec la victime. Le dégagement doit s'effectuer sans brutalité, ni coup pouvant blesser la victime. Plusieurs techniques sont mises au point afin de se libérer d'une part en gardant le contact et d'autre part en la plaçant en position de remorquage sans brutalité.
Dans cette situation, l'utilisation d'une bouée offre une protection au sauveteur. En effet, une fois arrivé à quelques mètres, le sauveteur tend la bouée à la victime qui s'en saisit et se repose dessus au lieu de tenter d'agripper le sauveteur. Ce dernier peut ainsi faire tourner la victime pour se trouver dans son dos et commencer le remorquage.

### Remorquage d'une victime
Le but essentiel est de déplacer une victime pour la mettre en lieu sûr.
Pour cela la conservation de la liberté de ses voies aériennes est primordiale.
Après s'être saisi de la victime (prise de dégagement s'il y a lieu), la technique utilisée en France consiste à la mettre contre soi en position dorsale, un bras placé sous l'aisselle après avoir pris un de ses poignets qui est maintenu au niveau de sa poitrine. Avec l'autre main, le sauveteur effectue une pression vers le haut au niveau de son dos, pour arriver à une position horizontale. La tête est calée entre la joue du sauveteur et le dessus de son épaule. La main libre s'éloigne du dos et vient effectuer une légère pression sur le front de la victime pour basculer sa tête vers l'arrière afin de libérer ses voies aériennes. Le remorquage s'effectue soit en rétropédalage, soit en faisant des ciseaux avec les jambes. Cette position rassure la victime. Le sauveteur doit parler à la victime pour la rassurer durant le remorquage. Même si c'est la méthode préconisé, au cours des épreuves de sauvetage (BSB, BNSSA) la technique de remorquage est souvent laissée à l’appréciation du candidat tant qu’il est efficace. De fait on observe souvent autant de méthodes que de candidats, en fonction des capacités de chacun, et de leur expérience. Ces différences sont plus accentuées par un remorquage avec palme car le candidat peut choisir de privilégier une position stable et efficace du mannequin (bas sur le ventre du sauveteur) (mannequin placé sur le côté) ou moins efficace (mannequin tenu haut au-dessus du sauveteur, ce qui fait couler ce dernier).
une fois au bord du bassin la technique recommandée pour sortir la victime de l'eau est assez complexe. La victime doit être placé face au bord de la piscine, le sauveteur doit placer son genou entre les jambes de la victime pour pouvoir la maintenir sans utiliser les mains. Le secouriste doit bien veiller à ce que la tête de la victime soit en arrière ou sur le rebord pour éviter qu'elle ne soit sous l'eau. une fois cette position stabilisée, le secouriste doit placer les bras de la victime croisés au niveau des poignets sur le rebord de la piscine. Le secouriste doit ensuite tenir les poignets de la victime, il peut ensuite sortir de l'eau tout en tenant la victime. Une fois sortie de l'eau le secouriste décroise les bras de la victime et la place dos au mur. Le secouriste se met debout, et effectue trois « mouillettes » en pliant les genoux (selon la force physique du secouriste, deux voire une seule « mouillette » suffise, mais il est extrêmement rare d'en voire plus de trois), il immerge la victime en maintenant sa tête en dehors de l'eau afin d'utiliser la force d’Archimède (cependant cette technique est déconseillée, voir proscrite dans le cas de l'examen du BNSSA, car le noyé risque d'inhaler de l'eau ou de se cogner l'arrière de la tête sur le bord du bassin) et la faire monter plus haut à chaque « mouillette ». À la troisième, il tire la victime vers lui, la fait asseoir sur le rebord et place ses bras sous les aisselles de la victime pour la tracter loin de l'eau.

### Réanimation hors de l'eau
Les principes sont les mêmes que pour l'évaluation d'une personne inconsciente : position allongée, évaluation rapide de l'état de conscience, de la respiration et de la présence d'un pouls.

## Formation

### Formation en Belgique
La Ligue francophone belge de sauvetage et le SeSa sont deux organismes qui représentent le sauvetage aquatique en Belgique francophone.

### Formation au Canada
Au Canada, la formation en sauvetage aquatique est chapeautée par la Société de Sauvetage, dénomination courante de la Société royale de sauvetage Canada depuis 1996. Le programme canadien rassemble les différents niveaux de formation en sauvetage. Les personnes désirant devenir surveillants-sauveteurs doivent réussir les formations Étoile de Bronze (niveau facultatif), Médaille de Bronze, Croix de Bronze, Premiers Soins - Général (Au Québec seulement) et Sauveteur National (divisé en quatre volets soit l'option piscine, l'option plage continentale, l'option plage océanique et l'option parc aquatique). En outre, les aspirants surveillants-sauveteurs devront réussir un cours de secourisme d'une durée de 16 heures. Au Québec, le titulaire d'un brevet Sauveteur National peut être surveillant-sauveteur dès l'âge de 16 ans. On peut être assistant surveillant-sauveteur à l'âge de 15 ans si on a notre médaille/croix de bronze. Par contre, pour pouvoir surveiller une piscine ou une plage seul, le surveillant-sauveteur doit obligatoirement être âgé de 17 ans. Ce nombre varie selon la province. Par exemple, en Ontario, l'âge minimum pour pouvoir surveiller une piscine ou une plage seule est de 16 ans.
Les candidats qui désirent enseigner les cours des niveaux de bronze doivent suivre la formation de Moniteur en sauvetage (MS), le prérequis étant le niveau Croix de Bronze. Le Moniteur Soins d’urgence (MSU) peut enseigner les cours de Premiers soins généraux et le Moniteur Sauveteur National (MSN) enseigne les différents volets du Sauveteur National. Contrairement au cours MS, les formations de MSN et MSU sont obligatoirement suivies d'un stage où l'élève devra enseigner 60 % du contenu du cours supervisé par un maître de stage. Ce stage doit être bien fait pour obtenir la qualification. 
Le Canada fait de plus en plus face à une nouvelle problématique. Le nombre de sauveteurs étant en constante diminution, des solutions alternatives sont envisageables afin de retenir les gens certifiés au sein du sauvetage aquatique.
Il est également important de noter que certains employeurs qui embauchent des surveillants-sauveteurs exigent que les candidats soient également qualifiés pour enseigner des cours de natation. Par exemple, la Ville d'Ottawa a cette exigence. Certains employeurs, tels que la Ville d'Ottawa, exigent également l'obtention de qualifications additionnelles telle que la Gestion des Voies Respiratoires.

### Formation en France
Il existe plusieurs voies vers le sauvetage aquatique : le BSB (brevet de surveillant de baignade), le BNSSA (brevet national de sécurité et de sauvetage aquatique) et le BEESAN (brevet d'État d'éducateur sportif des activités de la natation, depuis 1985). Ce dernier ouvre droit à l'usage du titre de maître-nageur sauveteur (MNS). le BEESAN aujourd'hui remplacé par le BPJEPS AAN.
Les pompiers ont aussi un examen appelé SAV1 pour les milieux aquatiques fermés et SAV2 pour la mer. De plus un examen est parfois passé pour pouvoir effectuer les secours dans certaines casernes. L'examen SAV1 consiste à effectuer un 1 000 m avec palmes, masque et tuba en moins de 20 minutes puis 25 m de nage d'approche suivis d'un piqué canard pour récupérer un mannequin à 3 m de profondeur ; enfin il s'agit de remorquer une vraie personne sur une distance de 25 m en moins de 2 min 30.
La SNSM forme elle aussi ces futurs nageurs sauveteurs au terme d'une année complète de formation durant laquelle les sauveteurs en formation suivent à la suite de tests physiques et d'un entretien une formation dispensée par les Centres de Formation et d'Intervention. Au programme, secourisme avec PSE 1 et PSE 2, BNSSA, formation mer avec permis bateau, CRR, Surveillance et Sauvetage Aquatique mention pilotage et selon les CFI, marine jet. À cela peuvent s'ajouter des formations nationales pour obtenir d'autres qualifications comme travailler en océan ou en poste d'intervention.

#### Brevet de surveillant de baignade (BSB)
La possession du brevet de surveillant de baignade permet l'encadrement des baignades dans le cadre de centre de vacances et de loisirs. Contrairement au BNSSA, il n'est pas soumis à un recyclage quinquennal et il ne permet pas de surveiller des accès payants seul.
Conditions d'accès aux épreuves :
- être âgé de 18 ans au 1er juillet de l'année de l'examen ;
- être reconnu médicalement apte ;
- être titulaire du PSC1 (Prévention et secours civique 1) (recommandé).

Examen
- Épreuves éliminatoires (2011) :

- - 50 mètres mannequin : départ plongé ou sauté, nage sur 25 mètres jusqu'au mannequin lesté (en nage ventrale), plongée en canard, récupération du mannequin et trajet sur 25 mètres. Toute immersion de la face du mannequin supérieure à 5 secondes entraîne l'élimination immédiate du candidat. Aucune note n'est attribuée à l'issue de cette épreuve (pas de limite de temps) ;
  - nage libre 200 m avec obstacle : il s'agit de nager 200 mètres sur une nage ventrale au choix. Pas de limite de temps. La seule contrainte est la présence d'un obstacle de 2 m de large tous les 25 mètres. Aucune partie du corps ne doit ressortir de l'eau au moment du passage de l'obstacle ;
  - épreuve pratique de secourisme : le candidat intervient sur un cas concret portant sur le programme du PSC 1.

- Épreuves notées :

Si les épreuves éliminatoires sont réussies, le candidat termine son examen par deux interrogations orales notées.
La première concerne les noyades (les types de noyade, la prévention, etc.), la seconde concerne le rôle du surveillant de baignade, la législation, etc.

#### Brevet national de sécurité et de sauvetage aquatique (BNSSA)
La possession du brevet national de sécurité et de sauvetage aquatique (BNSSA) permet de surveiller des piscines privées, des plages publiques ou privées, et d'assister les maîtres nageurs sauveteurs (MNS) dans la surveillance des piscines publiques. C'est un diplôme soumis à une formation continue annuelle et à un recyclage quinquennal.

#### Maître-nageur sauveteur (MNS)
En France, seule une personne possédant le titre de « maître nageur sauveteur », une carte professionnelle à jour et le certificat d’aptitudes à l’exercice de la profession de maître nageur sauveteur (CAEPMNS) obtient le droit d’enseigner les activités de la natation à titre rémunéré dans n’importe quel type de structure aquatique.
Les diplômes suivants conféraient le titre de « maître nageur sauveteur » :
- Diplôme « MNS » créé en 1951 (maître nageur sauveteur)
- Diplôme « BEESAN » créé en 1985 (brevet d'État d'éducateur sportif des activités de la natation)
- BPJEPS AA créé en 2007 (brevet professionnel de la jeunesse, de l’éducation populaire et du sport activité aquatique) (1)

Ces trois diplômes ci-avant ne sont plus délivrés mais restent valables par un CAEP MNS. Le diplôme actuel est notamment le BPJEPS AAN. 
- Diplômes du Ministère des Sports 
  - BPJEPS AAN créé en 2010 (brevet professionnel de la jeunesse, de l’éducation populaire et du sport, spécialité Éducateur Sportif, mention Activités aquatiques et de la natation)
- Diplômes du Ministère de l'Enseignement Supérieur, de la Recherche et de l'Innovation
  - DEUST « animation et gestion des activités physiques et sportives ou culturel » (1) (2)
  - Licence professionnelle : « Animation, gestion et organisation des activités physiques et sportives » (1) (2)
  - Licence STAPS : entrainement sportif (1) (2)

(1) : Nécessite l’unité d’enseignement « sauvetage et sécurité en milieu aquatique » (UE SSMA)
(2) : Nécessite de prendre l’option « activité aquatique »
Il est possible pour des personnes agissant à titre bénévole dans un club de dispenser des cours de natation ou des entrainements sans être porteur du titre de « maître nageur sauveteur ». Cependant, le club devra veiller à mettre les moyens nécessaires à la sécurité de la pratique, c'est-à-dire la surveillance du bassin de pratique lors du déroulement de l’activité par un maître nageur sauveteur, ou à défaut, un titulaire du BNSSA ayant une autorisation préfectorale pour surveiller un bassin sans présence d’un maître nageur sauveteur.

### Formation au Royaume-Uni
En anglais, les sauveteurs surveillant les plages sont appelés lifeguards.
Au Royaume-Uni, il existe deux diplômes :
- le National Pool Lifeguard Qualification (NPLQ), requis pour la surveillance des piscines
- le National Beach Lifeguard Qualification (NBLQ), requis pour la surveillance des plages.

### Formation en Suisse
En Suisse, les formations concernant le sauvetage aquatique sont données par deux associations, à savoir la Société suisse de sauvetage (SSS) et la Société internationale de sauvetage du Léman (SISL). La formation se déroule en deux étapes:

#### Brevet I
Le Brevet I, (15 ans minimum) est une formation d'environ 25h qui consiste à :
- Natation: (400 m libre dont 50 sur le dos, 25 m en apnée, saut du sauveteur d'une hauteur de 3 m),
- Soins :  expliquer les MIPS : mesures immédiates de premiers secours, expliquer et démontrer la respiration artificielle bouche à nez, PLS : position latérale sécurité; CPL: massage cardiaque. Savoir stopper une hémorragie et un état de choc. Répondre aux questions théoriques.

Cette formation finie un jeune sauveteur sera vétéran et pourra commencer son brevet II.

#### Brevet II
Le Brevet II (18 ans minimum) :
- Natation : 400 m. Nage libre (temps limite selon, homme, femme, âge…), nage utilitaire avec franchissement d'obstacles sur une longueur de  100 m nage libre, (temps limite selon homme, femme, selon âge, etc.).

Recherche d'un mannequin, soit 25 m. nage libre, chercher un mannequin à 1,5 - 2 m. de profondeur (temps selon homme, femme, âge, etc.)
apnée effectuer 3x20 sous l'eau avec 12 de récupération et chaque fois parcourir au moins 15 m.
- Prises de dégagement : démontrer sur terre et dans l'eau les huit prises de dégagement.
- Palme masque tuba :vidage du masque, nage et prise de sauvetage, saut avec équipement, ABC, exercice d'orientation sous l'eau, langage subaquatique plongée libre : expliquer la théorie de la plongée libre et les troubles de la respiration.

Après cette formation un sauveteur pourra partir en intervention et « sauver des vies ».